# Fer suédois durant la Seconde Guerre mondiale
Le minerai de fer suédois a été un facteur économique important dans le théâtre européen de la Seconde Guerre mondiale. Tant les Alliés et le Troisième Reich ont tenu à prendre le contrôle du district minier situé dans le nord de la Suède, autour des villes minières de Gällivare et Kiruna dont la mine de Malmberget. L'importance de cette question s'est accrue après que d'autres sources d'approvisionnement de l'Allemagne ont été coupées par le blocus maritime britannique pendant la bataille de l'Atlantique. Le projet franco-britannique de soutien à la Finlande dans la guerre d'Hiver, ainsi que l'occupation allemande du Danemark et de la Norvège (Opération Weserübung), ont été dans une large mesure motivés par la volonté d'empêcher l'accès à l'ennemi au fer, élément majeur pour la production d'acier et essentiel en période de guerre.
Winston Churchill, alors premier lord de l'Amirauté, était particulièrement préoccupé par les exportations suédoises de minerai de fer en Allemagne et a poussé le gouvernement britannique à prendre des mesures militaires pour mettre fin à ce commerce. Depuis le début de la guerre, Churchill tentait de convaincre ses collègues du Cabinet d'envoyer une flotte britannique dans la mer Baltique pour arrêter les navires en route vers l'Allemagne depuis les deux ports exportant le minerai de fer suédois, Luleå et Oxelösund. Le projet a été appelé Opération Catherine et a été planifiée par l'amiral de la flotte William Boyle, 12e comte de Cork. Cependant, des événements ont devancé ce projet et il a été annulé. Plus tard, lorsque les ports baltes ont gelé, et les Allemands ont commencé à expédier le minerai de fer par le port norvégien de Narvik, Churchill a poussé pour que la Royal Navy mine la côte ouest de la Norvège afin d'empêcher les Allemands de naviguer à l'intérieur des eaux territoriales neutres et d'échapper aux mesures de contrôle alliées.

## Contexte

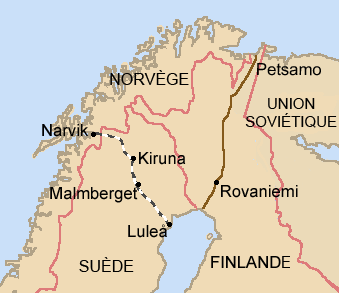
Le minerai de fer est extrait à Kiruna et Malmberget, transporté par rail aux ports de Luleå et Narvik.
(Les frontières sont celles de 1920–1940.)

Dès qu'ils déclarent la guerre, le 3 septembre 1939, le Royaume-Uni et la France ont adopté le même blocus que celui de la guerre précédente, qui avait eu de grands effets. Elles étaient capables de le faire parce qu'ils disposaient de forces navales beaucoup plus puissantes que l'Allemagne, un pays qui manquait de ressources naturelles et dépendait fortement des importations à grande échelle d'une vaste gamme de biens. Le matériel dont l'Allemagne avait le plus besoin était peut-être le minerai de fer. Un approvisionnement régulier était impératif pour la production d'acier pour soutenir son complexe militaro-industriel et l'économie en général.
Durant l'année précédant la guerre, l'Allemagne avait importé 22 millions de tonnes de minerai de fer depuis diverses sources étrangères. Bien qu'elle ait été en mesure d'extraire environ 10 millions de tonnes de minerai de fer de ses propres mines chaque année, ce minerai était de faible teneur et nécessitait d'être mélangé avec du minerai de haute qualité provenant d'autres pays comme la Suède, qui lui fournissait chaque année entre autres par la société LKAB, 9 millions de tonnes (7 millions de Kiruna et de Gällivare, en Laponie et 2 millions des mines du centre de la Suède dont l'importante mine de Dannemora, au nord-ouest de Stockholm).
Avec la déclaration de guerre et le début du blocus, l'Allemagne a perdu beaucoup de ses approvisionnements depuis l'étranger, et même si elle a conservé ses approvisionnements, à hauteur de 3 millions de tonnes par an, de la Norvège et le Luxembourg neutres, elle a perdu 10 millions de tonnes en provenance de Lorraine, et ses approvisionnements en provenance du Protectorat du Maroc et d'Espagne. C'est pourquoi les importations depuis la Scandinavie neutre ont pris une importance cruciale. Le grand amiral Erich Raeder, chef de la marine allemande, a déclaré qu'il serait « absolument impossible de faire la guerre si la marine ne devait pas être en mesure de sécuriser l'approvisionnement de minerai de fer depuis la Suède ».
Le Royaume-Uni, qui importait de grandes quantités de minerai de fer, était pleinement conscient des exportations suédoises vers l'Allemagne et à travers son blocus arrêtait régulièrement des navires de toute nationalité afin de s'assurer qu'ils ne livraient pas des fournitures à l'ennemi. L'Allemagne considérait le blocus allié comme étant illégal et pour le contrer s'est lancée dans une guerre sous-marine où l'ennemi et les navires neutres pourraient être attaqués sans avertissement. En conséquence, durant les neuf premiers mois de la guerre, un grand nombre de navires neutres ont été coulés, avec de nombreux morts.
Alors que les Alliés tenaient à maintenir leur supériorité morale et soulignaient à chaque occasion la différence d'impact entre leur approche par rapport à leur ennemi, ils étaient conscients que de nombreux marins neutres comptaient sur le commerce avec l'Allemagne pour leur subsistance, et donc au début de la guerre, ils ont pris soin de ne pas être trop stricts avec des navires des non belligérants de peur de s'aliéner les nations neutres et les pousser à se joindre à l'Allemagne.
Le traité naval germano-britannique, conclu entre le Royaume-Uni et l'Allemagne, avait sérieusement remis en cause l'indépendance de la Suède et sa longue politique de neutralité pacifique. Malgré les dispositions du traité de Versailles, l'accord avait permis à l'Allemagne d'augmenter la taille de la Kriegsmarine à un tiers de celle de la Royal Navy. En même temps, le Royaume-Uni avait accepté de retirer complètement sa marine de la mer Baltique, y faisant de l'Allemagne la puissance dominante et une menace potentielle pour la Suède et les autres pays de la région.

## Itinéraires du minerai de fer
Il y avait deux voies principales par lesquelles le minerai de fer était acheminé à l'Allemagne depuis la Suède.

### Route de l'Est
De mai à novembre, le minerai de la région du nord était expédié à partir du port de Luleå via le golfe de Botnie vers les ports allemands du nord de la Baltique à Lubeck, Swinemünde et Stettin. De novembre à mai, le golfe de Botnie est gelé, limitant sévèrement les transports, et bien qu'un autre port était disponible à Oxelösund, au sud de Stockholm pour le transport de minerai de fer des mines de Bergslagen, cette installation n'était pas de taille pour répondre à la totalité des besoins de l'Allemagne et, de toute façon, était prise par les glaces chaque année de janvier à mars. Luleå restait hors de portée des patrouilles de la Royal Navy, mais il a été estimé que lorsque Luleå et les ports de la Baltique d'Oxelösund et de Gävle étaient ouverts, il ne pouvait acheminer que 8 millions de tonnes soit moins de la moitié des importations allemandes d'avant-guerre.
Cela signifiait que pendant les mois d'hiver du début de la guerre, l'Allemagne n'avait d'autre choix que de transporter la majorité de son minerai sur un itinéraire, en direction du sud, le long de la côte, très découpée, de la Norvège occidentale depuis Narvik.

### Route occidentale (le «couloir de Norvège», corridor occidental ou Skjaergaard)

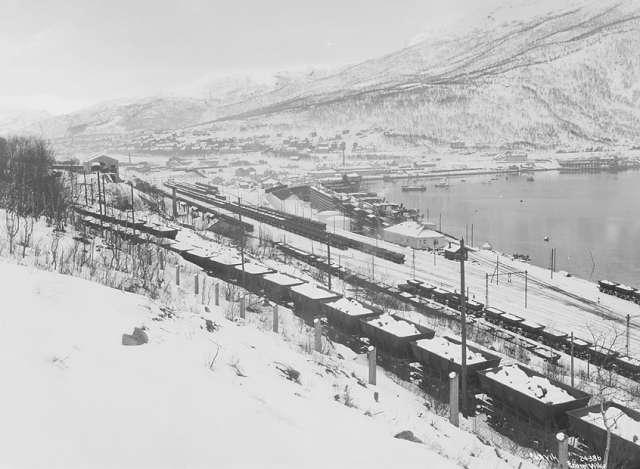
Convoi de minerai de fer à destination du port de Narvik en 1924.

Le port de Narvik, loin au-delà du cercle polaire arctique, était ouvert pour les expéditions de minerai de fer toute l'année. Mais la côte atlantique soumise aux tempêtes de la Norvège a également fourni une autre particularité géologique très utile pour l'Allemagne dans ses tentatives pour continuer d'expédition du minerai et battre en brèche le blocus allié.
Immédiatement au large de la côte ouest de la Norvège se trouve le Skjaergaard (Skjærgård), une chaîne continue de quelque 50 000 îles rocheuses et glacées (petites îles inhabitées) parallèles au rivage. Une route maritime partiellement cachée, que Churchill a appelé le corridor norvégien, existe dans la zone comprise entre cette frange rocheuse et la côte continentale. Dans ce chenal protégé, il est possible de naviguer sur toute la longueur des 1 600 km de côte norvégienne du cap Nord à Stavanger. Ces voies maritimes, parfois connues comme des chenaux, traduction approximative du terme nautique norvégien Ledene sont communes autour de la Scandinavie, et des Skjaergaard existent aussi le long des côtes baltiques suédoises et finlandaises et au large du Groenland.
Les Allemands font un grand usage du corridor norvégien pour éviter d'attirer l'attention des toujours vigilantes Royal Navy et RAF. En hiver 1939-1940, un flux régulier de navires spécialement construits pour le transport de minerai de fer faisait le long voyage depuis Narvik, parfois à l'intérieur de la bande des 3 milles des eaux territoriales norvégiennes, parfois juste à l'extérieur si le chemin paraissait dangereux ou la mer particulièrement agitée.
À l'extrême sud de la Norvège, les capitaines des minéraliers devaient faire un choix :
1. Suivre le Skjaergaard autour des côtes de la Norvège et la Suède, vers le sud jusqu'au Kattegat et enfin dans les ports allemands du nord de la Baltique, Lübeck et Stettin. Cette route était sûre, les minéraliers restant plus près des patrouilles de la marine allemande et de la couverture aérienne de la Luftwaffe, mais impliquait de transporter ensuite par chemins de fer le minerai de fer, très encombrant et très lourd, vers les centres industriels déjà fortement surchargés.

1. Quitter la sécurité du Skjaergaard et de faire un bond vers le sud vers le Skagerrak (le canal de mer au nord de la péninsule du Jutland danois) et dépasser rapidement la côte ouest du Danemark à destination de Hambourg et Brême. C'était la voie maritime préférée puisqu'elle permettait de livrer le minerai via les voies navigables intérieures aux centres industriels de la Ruhr et de la Rhénanie où il pouvait être traité. Elle était toutefois beaucoup plus dangereuse en mettant les navires et leur précieuse cargaison à la merci des sous-marins postés à l'affut et des destroyers patrouillant dans le cadre du blocus. Un certain nombre de navires allemands ont été coulés dans cette zone.

## Tentatives britanniques pour perturber le commerce germano-suédois
Depuis le début de la guerre, Churchill dépensait une énergie considérable pour essayer de convaincre ses collègues du gouvernement britannique à prendre des mesures pour arrêter le commerce du minerai de fer. Le 16 décembre 1939, il envoie une note au cabinet:
Il faut comprendre qu'un approvisionnement suffisant en minerai de fer suédois est vital pour l'Allemagne.... L'arrêt de l'approvisionnement en minerai depuis la Norvège vers l'Allemagne doit être une opération offensive majeure de la guerre. Aucune autre mesure ne nous est ouverte pour les nombreux mois à venir qui donne une si bonne occasion d'abréger le gaspillage et la destruction de ce conflit, ou peut-être de prévenir les vastes massacres qui frapperont les principales armées. Le minerai en provenance de Luleå (dans la Baltique) est déjà bloqué par les glaces hivernales. Il ne faut pas laisser un brise-glace soviétique les briser, dans l'éventualité où une telle tentative aurait lieu. L'acheminement du minerai depuis Narvik doit être stoppé par la pose d'une série de petits champs de mines dans les eaux territoriales norvégiennes en deux ou trois points les plus appropriés de la côte au plus près des côtes, ce qui forcera les navires transportant du minerai vers l'Allemagne de quitter les eaux territoriales pour la haute mer, où, s'ils sont allemands, ils seront saisis comme prise de guerre, ou, s'ils sont neutres, soumis à notre contrôle de la contrebande.
Bien qu'en 1939 de nombreux membres du cabinet de Churchill soient d'accord avec la nécessité de prendre des mesures pour perturber le trafic du minerai de fer, ils se sont prononcés contre l'utilisation de mines. Les négociations pour l'affrètement au profit des britanniques de l'ensemble de la flotte de la marine marchande norvégienne pouvaient en souffrir, et le Foreign Office britannique a présenté des arguments convaincants contre la rupture de neutralité de la Norvège. En 1915, pendant la Première Guerre mondiale, le Royaume-Uni avait été contrainte de s'excuser auprès de la Norvège pour la violation de ses eaux territoriales par des navires de guerre britanniques après la saisie d'un paquebot allemand à l'intérieur de la zone des trois miles. Vers la fin de la Première Guerre mondiale, les Britanniques, les Américains et les Français avaient persuadé les Norvégiens d'accepter la pose de mines dans le Skjaergaard afin d'empêcher navires et sous-marins allemands d'utiliser leurs eaux territoriales pour contourner le grand barrage du Nord, un énorme champ de mines reliant l'Écosse à la Norvège dans le cadre de la stratégie de blocus alliée.
Malgré les échanges diplomatiques en cours, le Royaume-Uni a informé les Norvégiens que le Skjaergaard était sur le point d'être miné en janvier 1940, mais le plan a été reporté à la suite des protestations de la Norvège et de la Suède. Pourtant, un autre différend diplomatique sur une violation présumée des eaux territoriales de la Norvège a éclaté en février 1940 entre les gouvernements respectifs de le Royaume-Uni, de la Norvège et de l'Allemagne après l'incident de l'Altmark. Un ravitailleur allemand, qui tentait de retourner à son port d'attache via le couloir norvégien et transportant des prisonniers de guerre britanniques, a été repéré par des avions britanniques et poursuivi par des destroyers avant qu'il finalement pris à l'abordage et forcé à s'échouer.
Dans la soirée du 21 mars 1940, le sous-marin britannique HMS Ursula, qui attaqué sans succès le croiseur allemand Leipzig dans la baie de Heligoland le mois de décembre précédent, a intercepté le minéralier allemand Hedderheim, en route depuis Narvik et l'a coulé à huit miles au large de la côte du Danemark, l'ensemble de l'équipage ayant été sauvé. À l'époque, cela était considéré comme une indication précoce que le Royaume-Uni allait enfin prendre des mesures pour mettre fin au commerce du fer, et au cours des jours suivants, plusieurs autres navires allemands ont été coulés à l'entrée de la Baltique. À la suite de rapports indiquant la présence d'une puissante force britannique constituée de destroyers et de sous-marins dans le Skagerrak, Berlin a ordonné à tous ses navires empruntant la « route du minerai de fer » de rallier un port immédiatement.
À présent, il était clair pour tous que la drôle de guerre tirait à sa fin. Poussé par les minages allemands de leurs propres eaux avec les nouvelles mines magnétiques particulièrement meurtrières et une inquiétude générale sur la capacité de l'Allemagne à s'affranchir des effets du blocus, le Conseil suprême de la guerre s'est réuni à Londres le 28 mars 1940 pour discuter d'une intensification de la stratégie de guerre économique.
Enfin, le 3 avril, le Cabinet de guerre a donné l'autorisation de miner le Skjaergaard. Dans la matinée du lundi 8 avril 1940, les Britanniques ont informé les autorités norvégiennes de leurs intentions, et malgré les protestations norvégiennes et la demande de leur retrait immédiat, Ils ont mis en œuvre l'opération Wilfred. Cependant, au moment où cette opération avait lieu, les préparatifs allemands pour l'invasion de la Norvège étaient en bonne voie et, de ce fait, un seul champ de mines a été effectivement posé, dans l'embouchure du Vestfjord, menant directement à Narvik.

## Après l'invasion de la Norvège

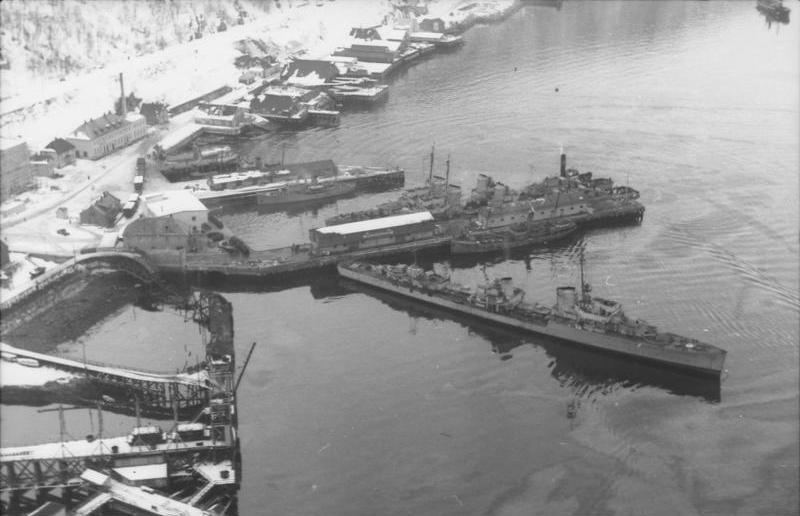
Navires de la Kriegsmarine à Narvik en 1940.

Malgré les avertissements d'un certain nombre d'alliés et de sources neutres au sujet d'une invasion imminente, les Norvégiens ont été largement pris au dépourvu le 9 avril, lorsque les Allemands ont commencé à débarquer dans les villes norvégiennes de Stavanger, Oslo, Trondheim, Narvik et Bergen. Les Britanniques et les Français ont essayé d'aider les Norvégiens en débarquant des forces considérables à Narvik le 14 avril et en livrant de féroces combats navals au large des côtes. En outre, des débarquements alliés supplémentaires ont eu lieu entre le 18 et le 23 avril, mais les Allemands avaient déjà pris pied fermement, les Norvégiens se rendirent le 9 juin 1940.
Peu de temps après que les Allemands avaient entièrement occupé la Norvège, ils ont commencé à faire pression sur la Suède pour permettre à des troupes allemandes désarmées de voyager sur le réseau ferroviaire suédois jusqu'en Norvège et dans le sens inverse pour les permissionnaires. Le 18 juin 1940, un accord a été trouvé, mais seulement huit jours plus tard, les Allemands ont commencé à envoyer des troupes SS par la Suède à Narvik et dans la province norvégienne du Finnmark en violation directe de l'accord. En pratique, peu de chose pouvait être fait par le gouvernement suédois pour empêcher ce trafic à part émettre une protestation.
Le minerai de fer a continué à être expédié en Allemagne, souvent sous la protection de la marine suédoise à travers la mer Baltique et, dans certains cas, transporté dans des navires de transport suédois. Après l'invasion allemande de l'Union soviétique, les sous-marins de la marine soviétique ont tenté de couler les navires transportant du minerai de fer dans la mer Baltique, coulant le paquebot suédois, Hansa, le 24 novembre 1944, entrainant la mort de 84 personnes dont des enfants.

## Position suédoise
La Suède a réussi à rester neutre tout au long de la guerre. Selon Erik Boheman, le secrétaire d'État suédois pendant la guerre, les raisons principales ont été la chance et le développement de la guerre, en combinaison avec l'esprit du peuple suédois à résister à une invasion, et peut-être aussi à quelques habiletés diplomatiques. Toutefois, selon certaines sources allemandes contemporaines, Hitler considérait la neutralité suédoise comme bénéfique pour l'Allemagne puisqu'il ne voulait pas gaspiller des troupes pour l'occupation et avait peur que les partisans norvégiens et les forces spéciales alliées ne s'allient et n'interviennent en Suède pour attaquer les mines et les voies ferrées. Une autre raison donnée était que le peuple suédois faisait partie de la race aryenne, mais il semble probable que les Allemands auraient envahi la Suède depuis la Norvège si elle avait décidé de mettre fin à ses fournitures de minerai de fer. D'un autre côté, la Suède a continué à faire des compromis politiques et économiques avec l'Allemagne afin de maintenir sa neutralité.
La Suède a également cherché à maintenir ses liens traditionnels avec les démocraties occidentales. Le blocus allié de l'Europe et le contre blocus de l'Allemagne de la Baltique limitait au strict minimum l'import de matières premières, comme le pétrole, depuis l'Ouest, mais en dépit de la sympathie alliée devant le statut choisi par la Suède, une opinion généralement répandue parmi les agences de guerre économiques américaines et britanniques affirmait que la Suède était trop accommodante avec le régime nazi.
Les Alliés croyaient que sans le minerai de fer suédois, l'effort de guerre allemand serait paralysé non seulement en quantité mais aussi en qualité, rendant la production d'acier allemand extrêmement efficace. Les militaires américains ont également été consternés par la décision de la Suède d'escorter les minéraliers allemands, de permettre l'utilisation ses propres navires pour le transport du minerai et son incapacité à interdire le transit de soldats allemands et de matériel de guerre par son territoire.
Après que les Américains ont rejoint le blocus contre les forces de l'Axe et aidé à la guerre économique en se joignant aux mesures déjà mises en œuvre par les Britanniques au début de 1942, des efforts ont été faits pour arrêter le commerce du minerai de fer suédois et réduire l'aide pratique qu'elle donnait à l'Allemagne, mais ces efforts ont eu que peu d'effet pour réduire l'effort de guerre allemand.

## Pression ultérieure des Alliés sur la Suède
Pendant la dernière moitié de 1943 et les premiers mois de 1944, les États-Unis ont cherché à paralyser la capacité de l'Allemagne de poursuivre la guerre en effectuant une campagne de bombardement concentré et coûteuse contre les usines de production de roulements à billes en Allemagne combiné avec les négociations commerciales, y compris les accords d'achat, destiné à arrêter le commerces des billes suédoises vers l'Allemagne. Malgré les bombardements, les contremesures et les improvisations mises en œuvre par l'industrie allemande l'a prémunie de toutes conséquences graves, et l'accord passé entre les Alliés et la Suède en septembre 1943 pour arrêter les exportations de billes a négligé d'imposer des restrictions sur les exportations d'acier de haute qualité utilisés dans leur fabrication. Cela a permis à la Suède de continuer à fournir à l'Allemagne de l'acier à roulement et compensait largement la baisse des exportations suédoises de billes à roulements.
Après que le cours de la bataille sur le front de l'Est a changé de manière irréversible à la suite des défaites allemandes à Stalingrad et à Koursk pendant l'hiver et l'été de 1943, l'Union soviétique, à la conférence des ministres des Affaires étrangères de Moscou en octobre 1943, a pris les devants en suggérant un rôle plus actif de la Suède dans la guerre, comme en permettant l'établissement de bases aériennes alliées sur son territoire. Bien que les Alliés aient décidé de ne pas appeler la Suède à déclarer la guerre à l'Allemagne, Churchill estimait que la guerre pourrait prendre fin plus tôt si la Suède (et la Turquie, qui fournissait à l'Allemagne du minerai de chromite) entrait dans celle-ci aux côtés des Alliés pour faire face à l'Allemagne sur de nouveaux fronts.
Bien que la Suède ne soit pas entrée dans le conflit, elle a plus tard convenu d'annuler le droit de transit de troupes et de matériel militaire allemand à travers la Suède, de réduire les exportations de minerai de fer, de mettre fin à l'escorte des navires allemands dans la Baltique par la marine suédoise et de réduire les exportations de billes. En échange, le Royaume-Uni et les États-Unis sont convenus d'un assouplissement du blocus pour permettre à la Suède d'importer certains produits importants, dont le caoutchouc et le pétrole. La pression diplomatique, combinée à la détérioration de la situation militaire allemande, a progressivement persuadé la Suède de réduire et finalement de mettre fin à ses échanges commerciaux avec l'Allemagne en novembre 1944.